# Paul Diaconul
Paul Diaconul  (n. cca. 720 – d. 13 aprilie probabil 799), cunoscut ca Paulus Diaconus, Warnefred, Barnefridus și Cassinensis ("din Montecassino"), a fost un călugăr benedictin și cronicar, cunoscut pentru istoria longobarzilor.

## Viața
Născut în nordul Italiei (Friuli), posibil într-o familie de nobili longobarzi, Paul a primit o educație de excepție, probabil la curtea regelui longobard Ratchis din Pavia, învățânf dela un profesor pe nume Flavian chestiunile de bază ale limbii grecești. Este probabil ca Paul să fi fost secretar al regelui longobard Desiderius, un succesor al lui Ratchis; este sigur că fiica regelui, Adelperga a fost elevă a lui Paul. După ce Adelperga s-a căsătorit cu ducele Arechis al II-lea de Benevento, Paul a început să lucreze scriind o continuare a istoriei lui Eutropius, la solicitarea fostei sale eleve.
Este un fapt cert că Paul Diaconul a trăit la curtea din Benevento, posibil refugiindu-se acolo după ce Pavia a fost capturată de francii lui Carol cel Mare în 774; pe de altă parte, stabilirea lui la Benevento ar fi putut avea loc cu câțiva ani înainte. La puțină vreme după stabilirea acolo, el a intrat într-o mănăstire situată în zona lacului Como și înainte de 782 deja devenise rezident la marea locație a benedictinilor de la Montecassino. În jur de 776, fratele său Arechis a fost dus ca prizonier în Francia, iar atunci când, mai târziu, regele francilor a vizitat Roma, Paul a reușit, printr-o scrisoare, să îl convingă pe Carol cel Mare să îl elibereze pe prizonier.
Realizările literare ale lui Paul au atras atenția lui Carol cel Mare, el devenind un factor pozitiv în așa-numita "Renaștere carolingiană". În anul 787, Paul a revenit în Italia și la Montecassino, unde a încetat din viață în data de 13 aprilie într-unul dintre anii cuprinși în perioada 796-799. Supranumele de Diaconus arată că ar fi fost diacon.

## Opera
Principala operă a lui Paul Diaconul o constituie Historia Langobardorum. Este vorba de o istorie incompletă împărțită în șase cărți, care a fost redactată după 787 și oricum, nu înainte de 795/796, probabil în mediul monastic de la Montecassino. Istoria acoperă istoria longobarzilor de la originile legendare ale acestora, din Scandinavia și migrațiile lor ulterioare, în special în Italia în 568/569 până la moartea regelui Liutprand din 744, și cuprinde multe informații despre Imperiul Bizantin, franci etc. Istoria este povestită din punctul de vedere al unui longobard și este prețioasă în special pentru relațiile franco-longobarde.
Printre sursele sale, Paul utilizează documentul intitulat Origo gentis Langobardorum, Liber pontificalis, istoria pierdută a lui Secundus de Trento și analele pierdute de Benevento; el a mai făcut uz de cunoscutele scrieri elaborate de Beda Venerabilul, Gregor de Tours și Isidor din Sevilla. 
Înrudită cu această lucrare este o alta elaborată de Paul Diaconul, anume Historia Romana, o continuare a Breviarium al lui Eutropius. Aceasta a fost compilată între 766 și 771, la Benevento. Din istorie rezultă că Paul a sfătuit-o pe Adelperga să îl citească pe Eutropius. Ducesa longobardă s-a conformat, însă s-a plâns de faptul că acest autor păgân nu amintește nimic referitor la chestiunile ecleziastice și își încheie narațiunea cu urcarea pe tronul Romei a împăratului Valens, în 364; ca urmare, Paul inserează în textul lui Eutropius diverse extrase din Scripturi și din istoricii ecleziastici și adaugă încă șase cărți, așa încât întreaga istorie ajunge la anul 553. Opera are valoare doar pentru prezentarea făcută Imperiului Roman de Apus, însă s-a bucurat de popularitate în Evul Mediu. Ea a fost editată de către Hans Droysen și publicată în Monumenta Germaniae Historica. Auctores antiquissimi.
La solicitarea lui Angilram, episcop de Metz, Paul a mai scris o istorie a episcopilor de Metz care ajunge la anul 766, prima lucrare de acest gen elaborată la nord de Alpi. Această Gesta episcoporum Mettensium este de asemenea editată în cadrul Monumenta Germaniae Historica și a fost tradusă în limba germană în 1880.
De asemenea, Paul Diaconul a scris multe epistole, versuri și epitafuri, inclusiv cele dedicate ducelui/principelui Arechis al II-lea de Benevento sau mai multor membri ai familiei Carolingienilor. Unele dintre scrisori sunt publicate laolaltă cu Historia Langobardorum în Monumenta; poemele și epitafurile sunt editate de Ernst Dümmler. Paul a mai scris un rezumat asupra De significatu verborum al lui Sextus Pompeius Festus, pe care l-a dedicat chiar lui Carol cel Mare.
Pe când se afla în Francia, Paul a fost solicitat de către Carol cel Mare să compileze o colecție de omilii. A pus în practică această cerință după ce a revenit la Montecassino, iar compilația a avut o largă utilizare în bisericile france. De asemenea, i s-a mai atribuit o Viață a papei Grigore cel Mare și este creditat cu o traducere din limba greacă în limba latină a „Vieții Mariei din Egipt”.